# Departament de Salut de la Generalitat de Catalunya
El Departament de la Salut és el principal òrgan administratiu de la Generalitat de Catalunya en la presa de decisions sanitàries. En matèria de sanitat i salut pública, li correspon la competència exclusiva sobre l'organització, el funcionament intern, l'avaluació, la inspecció i el control de centres, serveis i establiments sanitaris i, tanmateix, participa en la planificació i la coordinació estatal en aquesta matèria.

## Funcions
Correspon al Departament de Salut aquestes funcions:
- La política sanitària.
- El Servei Català de la Salut.
- L'Institut Català de la Salut.
- Els equipaments sociosanitaris, inclosos els equipaments sociosanitaris de la xarxa de serveis socials.
- Qualsevol altra que li atribueixin les lleis i altres disposicions.

## Conseller de Salut
El conseller de Salut de la Generalitat de Catalunya és el màxim representant de la conselleria de salut que té assignada la màxima representació institucional i de govern del Departament de Salut. Durant els governs de Jordi Pujol el Departament i la seva conselleria s'anomenà Departament de Sanitat i Seguretat Social (DSSS), amb el canvi de color polític del govern aquest assumí el canvi a l'actual nom de Departament de Salut. Durant la Generalitat Provisional (1977-1980), va rebre el nom de Sanitat i Assistència Social. Forma part orgànica del Departament de Salut el Servei Català de la Salut, ens encarregat de vetllar d'assegurar l'atenció sanitària universal a Catalunya.

## Llista de consellers
| Imatge                                                  | Nom (naixement – mort)                            | Temps al càrrec                                   | Temps al càrrec                                   | Temps al càrrec                                   | Partit                                            | Partit                                            | Govern                                            | President (Durada)                                | President (Durada)                                | Ref.                                              |
| Imatge                                                  | Nom (naixement – mort)                            | Inici mandat                                      | Fi mandat                                         | Durada                                            | Partit                                            | Partit                                            | Govern                                            | President (Durada)                                | President (Durada)                                | Ref.                                              |
| Conselleria de Sanitat i Beneficència (1931-1932)       | Conselleria de Sanitat i Beneficència (1931-1932) | Conselleria de Sanitat i Beneficència (1931-1932) | Conselleria de Sanitat i Beneficència (1931-1932) | Conselleria de Sanitat i Beneficència (1931-1932) | Conselleria de Sanitat i Beneficència (1931-1932) | Conselleria de Sanitat i Beneficència (1931-1932) | Conselleria de Sanitat i Beneficència (1931-1932) | Conselleria de Sanitat i Beneficència (1931-1932) | Conselleria de Sanitat i Beneficència (1931-1932) | Conselleria de Sanitat i Beneficència (1931-1932) |
| ------------------------------------------------------- | ------------------------------------------------- | ------------------------------------------------- | ------------------------------------------------- | ------------------------------------------------- | ------------------------------------------------- | ------------------------------------------------- | ------------------------------------------------- | ------------------------------------------------- | ------------------------------------------------- | ------------------------------------------------- |
|                                                         | Manuel Carrasco i Formiguera (1890–1938)          | 28 abril 1931                                     | 29 desembre 1931                                  | 0 anys, 245 dies                                  |                                                   | ACR                                               | Macià I                                           |                                                   | Francesc Macià (1931–1933)                        |                                                   |
|                                                         | Josep Jové i Surroca (1884–1947)                  | 29 desembre 1931                                  | 3 octubre 1932                                    | 0 anys, 279 dies                                  |                                                   | Independent                                       | Macià I                                           |                                                   | Francesc Macià (1931–1933)                        |                                                   |
|                                                         | Antoni Xirau i Palau (1898–1976)                  | 3 octubre 1932                                    | 20 novembre 1932                                  | 0 anys, 171 dies                                  |                                                   | ERC                                               | Macià I                                           |                                                   | Francesc Macià (1931–1933)                        |                                                   |
| Conselleria de Sanitat i Assistència Social (1933-1980) |                                                   |                                                   |                                                   |                                                   |                                                   |                                                   |                                                   |                                                   |                                                   |                                                   |
|                                                         | Josep Tarradellas i Joan (1899-1988)              | 19 desembre 1932                                  | 24 gener 1933                                     | 0 anys, 36 dies                                   |                                                   | ERC                                               | Macià II                                          |                                                   | Francesc Macià (1931–1933)                        |                                                   |
|                                                         | Josep Dencàs i Puigdollers (1900-1966)            | 24 gener 1933                                     | 18 setembre 1934                                  | 1 any, 237 dies                                   |                                                   | ERC                                               | Companys                                          |                                                   | Lluís Companys (1933–1940)                        |                                                   |
|                                                         | Pere Mestres i Albet (1901–1975)                  | 18 setembre 1934                                  | 13 octubre 1934                                   | 0 anys, 25 dies                                   |                                                   | ERC                                               | Companys                                          |                                                   | Lluís Companys (1933–1940)                        |                                                   |
| 1 març 1936                                             | Pere Mestres i Albet (1901–1975)                  | 26 maig 1936                                      | 0 anys, 86 dies                                   |                                                   | ERC                                               |                                                   | Companys                                          |                                                   | Lluís Companys (1933–1940)                        |                                                   |
|                                                         | Manuel Corachan i Garcia (1881-1942)              | 26 maig 1936                                      | 31 juliol 1936                                    | 0 anys, 66 dies                                   |                                                   | Independent                                       | Companys                                          |                                                   | Lluís Companys (1933–1940)                        |                                                   |
|                                                         | Martí Rouret i Callol (1902-1968)                 | 31 juliol 1936                                    | 26 setembre 1936                                  | 0 anys, 57 dies                                   |                                                   | ERC                                               | Companys                                          |                                                   | Lluís Companys (1933–1940)                        |                                                   |
|                                                         | Joan Puig i Ferreter (1882-1956)                  | 31 juliol 1936                                    | 26 setembre 1936                                  | 0 anys, 57 dies                                   |                                                   | ERC                                               | Companys                                          |                                                   | Lluís Companys (1933–1940)                        |                                                   |
|                                                         | Antonio Garcia Birlán (1891-1984)                 | 26 setembre 1936                                  | 17 desembre 1936                                  | 0 anys, 144 dies                                  |                                                   | CNT                                               | Companys                                          |                                                   | Lluís Companys (1933–1940)                        |                                                   |
|                                                         | Pedro Herrera Camarero (1909-1969)                | 17 desembre 1936                                  | 3 abril 1937                                      | 0 anys, 107 dies                                  |                                                   | CNT                                               | Companys                                          |                                                   | Lluís Companys (1933–1940)                        |                                                   |
|                                                         | Josep Juan i Domènech (1900-1979)                 | 3 abril 1937                                      | 16 abril 1937                                     | 0 anys, 13 dies                                   |                                                   | CNT                                               | Companys                                          |                                                   | Lluís Companys (1933–1940)                        |                                                   |
|                                                         | Aurelio Fernández Sánchez (1897-1974)             | 16 abril 1937                                     | 5 maig 1937                                       | 0 anys, 19 dies                                   |                                                   | CNT                                               | Companys                                          |                                                   | Lluís Companys (1933–1940)                        |                                                   |
|                                                         | Valeri Mas i Casas (1894-1973)                    | 5 maig 1937                                       | 29 juny 1937                                      | 0 anys, 55 dies                                   |                                                   | CNT                                               | Companys                                          |                                                   | Lluís Companys (1933–1940)                        |                                                   |
|                                                         | Antoni Maria Sbert i Massanet (1901-1980)         | 29 juny 1937                                      | 5 febrer 1939                                     | 1 any, 221 dies                                   |                                                   | ERC                                               | Companys                                          |                                                   | Lluís Companys (1933–1940)                        |                                                   |
|                                                         | Ramon Espasa i Oliver (born 1940)                 | 5 desembre 1977                                   | 8 maig 1980                                       | 2 anys, 155 dies                                  |                                                   | PSC                                               | Provisional                                       |                                                   | Josep Tarradellas (1954–1980)                     |                                                   |
| Departament de Sanitat i Seguretat Social (1980-2003)   |                                                   |                                                   |                                                   |                                                   |                                                   |                                                   |                                                   |                                                   |                                                   |                                                   |
|                                                         | Josep Laporte i Salas (1922-2005)                 | 8 maig 1980                                       | 4 juliol 1988                                     | 8 anys, 61 dies                                   |                                                   | CDC                                               | Pujol I                                           |                                                   | Jordi Pujol (1980–2003)                           |                                                   |
| Pujol II                                                | Josep Laporte i Salas (1922-2005)                 | 8 maig 1980                                       | 4 juliol 1988                                     | 8 anys, 61 dies                                   |                                                   | CDC                                               |                                                   |                                                   | Jordi Pujol (1980–2003)                           |                                                   |
|                                                         | Xavier Trias i Vidal (born 1946)                  | 4 juliol 1988                                     | 11 gener 1996                                     | 9 anys, 191 dies                                  |                                                   | CDC                                               | Pujol III                                         |                                                   | Jordi Pujol (1980–2003)                           |                                                   |
| Pujol IV                                                | Xavier Trias i Vidal (born 1946)                  | 4 juliol 1988                                     | 11 gener 1996                                     | 9 anys, 191 dies                                  |                                                   | CDC                                               |                                                   |                                                   | Jordi Pujol (1980–2003)                           |                                                   |
|                                                         | Eduard Rius i Pey (1953-2023)                     | 11 gener 1996                                     | 4 novembre 2002                                   | 6 anys, 297 dies                                  |                                                   | CDC                                               | Pujol V                                           |                                                   | Jordi Pujol (1980–2003)                           |                                                   |
| Pujol VI                                                | Eduard Rius i Pey (1953-2023)                     | 11 gener 1996                                     | 4 novembre 2002                                   | 6 anys, 297 dies                                  |                                                   | CDC                                               |                                                   |                                                   | Jordi Pujol (1980–2003)                           |                                                   |
|                                                         | Xavier Pomés i Abella (born 1948)                 | 4 novembre 2002                                   | 20 desembre 2003                                  | 1 any, 46 dies                                    |                                                   | CDC                                               |                                                   |                                                   | Jordi Pujol (1980–2003)                           |                                                   |
| Departament de Salut (2003-actualitat)                  |                                                   |                                                   |                                                   |                                                   |                                                   |                                                   |                                                   |                                                   |                                                   |                                                   |
|                                                         | Marina Geli i Fàbrega (born 1958)                 | 20 desembre 2003                                  | 29 desembre 2010                                  | 7 anys, 9 dies                                    |                                                   | PSC                                               | Maragall                                          |                                                   | Pasqual Maragall (2003–2006)                      |                                                   |
| Montilla                                                | Marina Geli i Fàbrega (born 1958)                 | 20 desembre 2003                                  | 29 desembre 2010                                  | 7 anys, 9 dies                                    | José Montilla (2006–2010)                         | PSC                                               |                                                   |                                                   |                                                   |                                                   |
|                                                         | Boi Ruiz i Garcia (born 1954)                     | 29 desembre 2010                                  | 14 gener 2016                                     | 5 anys, 16 dies                                   |                                                   | Independent                                       | Mas I                                             |                                                   | Artur Mas (2010–2016)                             |                                                   |
| Mas II                                                  | Boi Ruiz i Garcia (born 1954)                     | 29 desembre 2010                                  | 14 gener 2016                                     | 5 anys, 16 dies                                   |                                                   | Independent                                       |                                                   |                                                   | Artur Mas (2010–2016)                             |                                                   |
|                                                         | Antoni Comín i Oliveres (born 1971)               | 14 gener 2016                                     | 27 octubre 2017                                   | 1 any, 286 dies                                   |                                                   | Independent                                       | Puigdemont                                        |                                                   | Carles Puigdemont (2016–2017)                     |                                                   |
|                                                         | Alba Vergés i Bosch (born 1978)                   | 29 maig 2018                                      | 26 maig 2021                                      | 2 anys, 362 dies                                  |                                                   | ERC                                               | Torra                                             |                                                   | Quim Torra (2018–2021)                            |                                                   |
|                                                         | Josep Maria Argimon i Pallàs (born 1958)          | 26 maig 2021                                      | 10 octubre 2022                                   | 1 any, 137 dies                                   |                                                   | Independent                                       | Aragonès                                          |                                                   | Pere Aragonès (2021–2024)                         |                                                   |
|                                                         | Manel Balcells i Díaz (born 1958)                 | 10 octubre 2022                                   | 12 agost 2024                                     | 1 any, 307 dies                                   |                                                   | ERC                                               | Aragonès                                          |                                                   | Pere Aragonès (2021–2024)                         |                                                   |
|                                                         | Olga Pané i Mena (born 1956)                      | 12 agost 2024                                     | En el càrrec                                      | 0 anys, 324 dies                                  |                                                   | PSC                                               | Illa I                                            |                                                   | Salvador Illa (2024–present)                      |                                                   |